# 伯內斯 (加利福尼亞州)
伯內斯（英語：Burness）是位於美國加利福尼亞州弗雷斯諾縣的一個非建制地區。該地的面積和人口皆未知。

## 地理
伯內斯的座標為36°45′54″N 119°39′30″W / 36.76500°N 119.65833°W，而該地的平均海拔高度為106米（即348英尺）。